# Salto del Guairá
Salto del Guairá is een gemeente (in Paraguay un distrito genoemd). Het is de hoofdplaats van het departement Canindeyú en grenst aan Brazilië.

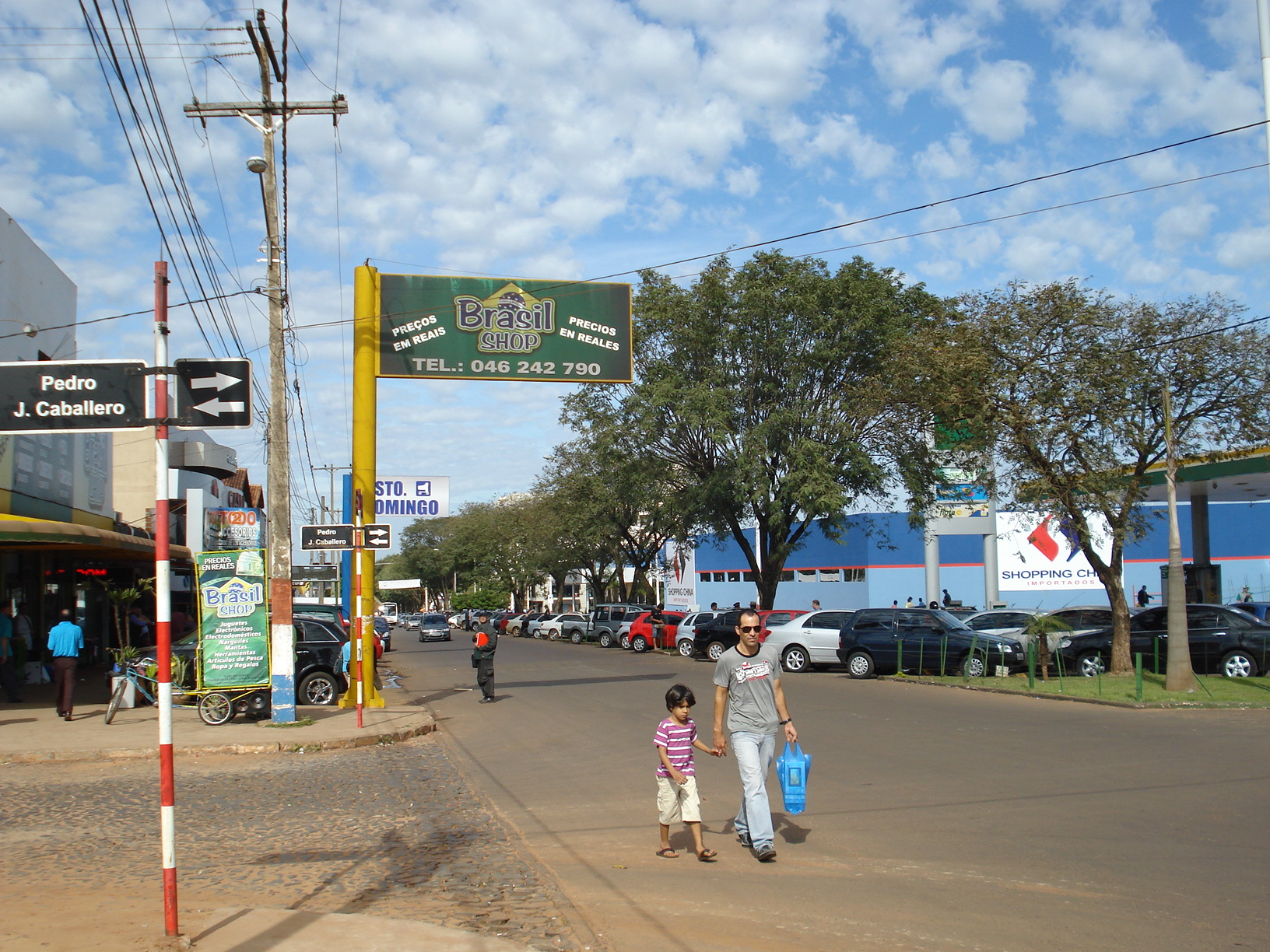
Straatbeeld